# Нваезе, Кристофер
Кристофер Нваезе (англ. Christopher Nwaeze; род. 16 ноября 2002, Кадуна) — нигерийский футболист, защитник луганской «Зари». Выступает на правах аренды в клубе «Милсами».

## Карьера

### Начало карьеры
В январе 2019 года футболист перешёл в клуб «Квара Юнайтед» из клуба «Кадуна Юнайтед». Дебютировал за клуб футболист 17 марта 2019 года в матче против клуба «Катсина Юнайтед», выйдя на поле в стартовом составе. Свой дебютный гол за клуб футболист забил 22 декабря 2019 года в матче против клуба «Энугу Рейнджерс». Футболист на протяжении нескольких сезонов был одним из ключевых игроков клуба. В марте 2022 года футболист перешёл в нигерийский клуб «Аква Юнайтед». Затем в августе 2022 года футболист перешёл в клуб «Плато Юнайтед». В составе нигерийского клуба футболист принимал участие в матчах Кубка Конфедерации КАФ и Лиги чемпионов КАФ. В январе 2024 года футболист покинул нигерийский клуб.

### «Заря» Луганск

#### Сезон 2024/25
В январе 2024 года футболист прибыл на просмотр в украинскую «Зарю». Вскоре появилась информация, что футболист подпишет с клубом полноценный контракт. В феврале 2024 года футболист официально стал игроком клуба. В скором времени появилась информация, что футболист не смог присоединился к украинскому клубу из-за отсутствия рабочей визы. Летом 2024 года футболист полноценно стал готовиться к новому сезону с луганским клубом. Дебютировал за клуб футболист 4 августа 2024 года в матче против клуба «Ингулец», выйдя на замену на 62 минуте. Однако закрепиться в основной команде клуба у футболиста не получилось, с конца августа 2024 года оставаясь на скамейке запасных, в общей сложности сыграв за луганский клуб 6 матчей во всех турнирах, результативными действиями не отличившись.

#### Аренда в «Милсами»
В феврале 2025 года футболист на правах арендного соглашения присоединился к молдавскому клубу «Милсами», соглашение с которым было подписано до коцна сезона. Дебютировал за клуб футболист 16 марта 2025 года в матче против клуба «Петрокуб», выйдя на поле в стартовом составе. В начале мая 2025 года появилась информация, что футболист может остаться в молдавском клубе ещё на сезон, так как в контракте имеется пункт о возможном продлении арендного соглашения. По итогу сезона футболист вместе с клубом стал победителем чемпионата. Вместе с клубом футболист стал серебряным призёром Кубка Молдовы, где в финале 24 мая 2025 года уступили тираспольскому «Шерифу». На протяжении сезона футболист выступал за молдавский клуб в роли одного из ключевых игроков, однако результативными действиями не отличился. 
В июне 2025 года вместе с молдавским «Милсами» готовился к новому сезону. Первый матч в новом сезоне сыграл 5 июля 2025 года против тираспольского «Шерифа», выйдя на поле в стартовом составе, заработав прямое удаление. В июле 2025 года вместе с клубом отправился на квалификационные матчи Лиги чемпионов УЕФА, где по сумме встреч уступили финскому клубу КуПС. Дебютным забитым голом отличился 7 августа 2025 года в матче третьего квалификационного раунда Лиги конференций УЕФА против сан-маринского клуба «Виртус». По итогу ответного матча 14 августа 2025 года сан-маринский «Виртус» оказался сильнее, выйдя в следующий раунд квалификаций, а футболист вместе с клубом завершил выступление в еврокубковом турнире.

## Международная карьера
Выступал молодёжных нигерийских сборных в возрастных категориях до 20 лет и до 23 лет.

## Достижения
«Милсами»
- Чемпион Молдовы: 2024/25